# Los Molares
Los Molares é um município da Espanha na província de Sevilha, comunidade autónoma da Andaluzia, de área 43 km² com população de 2991 habitantes (2007) e densidade populacional de 65,59 hab/km².

## Demografia
| Variação demográfica do município entre 1991 e 2004 | Variação demográfica do município entre 1991 e 2004 | Variação demográfica do município entre 1991 e 2004 | Variação demográfica do município entre 1991 e 2004 |
| --------------------------------------------------- | --------------------------------------------------- | --------------------------------------------------- | --------------------------------------------------- |
| 1991                                                | 1996                                                | 2001                                                | 2004                                                |
| 2541                                                | 2659                                                | 2688                                                | 2800                                                |